# 12132 Wimfröger
(12132) Wimfroger, denumire internațională (12132) Wimfröger, este un asteroid din centura principală de asteroizi.

## Descriere
12132 Wimfröger este un asteroid din centura principală de asteroizi. A fost descoperit pe 24 septembrie 1960 la Observatorul Palomar de Cornelis Johannes van Houten, Ingrid van Houten-Groeneveld și Tom Gehrels. Asteroidul prezintă o orbită caracterizată de o semiaxă mare de 2,66 ua, o excentricitate de 0,14 și o înclinație de 3,0° în raport cu ecliptica.